# Lisnîcivka, Bârzula
Lisnîcivka (în ucraineană Лісничівка) este un sat în comuna Balta din raionul Bârzula, regiunea Odesa, Ucraina.

## Demografie
Componența lingvistică a comunei Lisnîcivka
     Ucraineană (90,8%)
     Rusă (4,91%)
     Română (3,22%)
     Alte limbi (0,15%)
Conform recensământului din 2001, majoritatea populației comunei Lisnîcivka era vorbitoare de ucraineană (90,8%), existând în minoritate și vorbitori de rusă (4,91%) și română (3,22%).